# The Canadian Encyclopedia

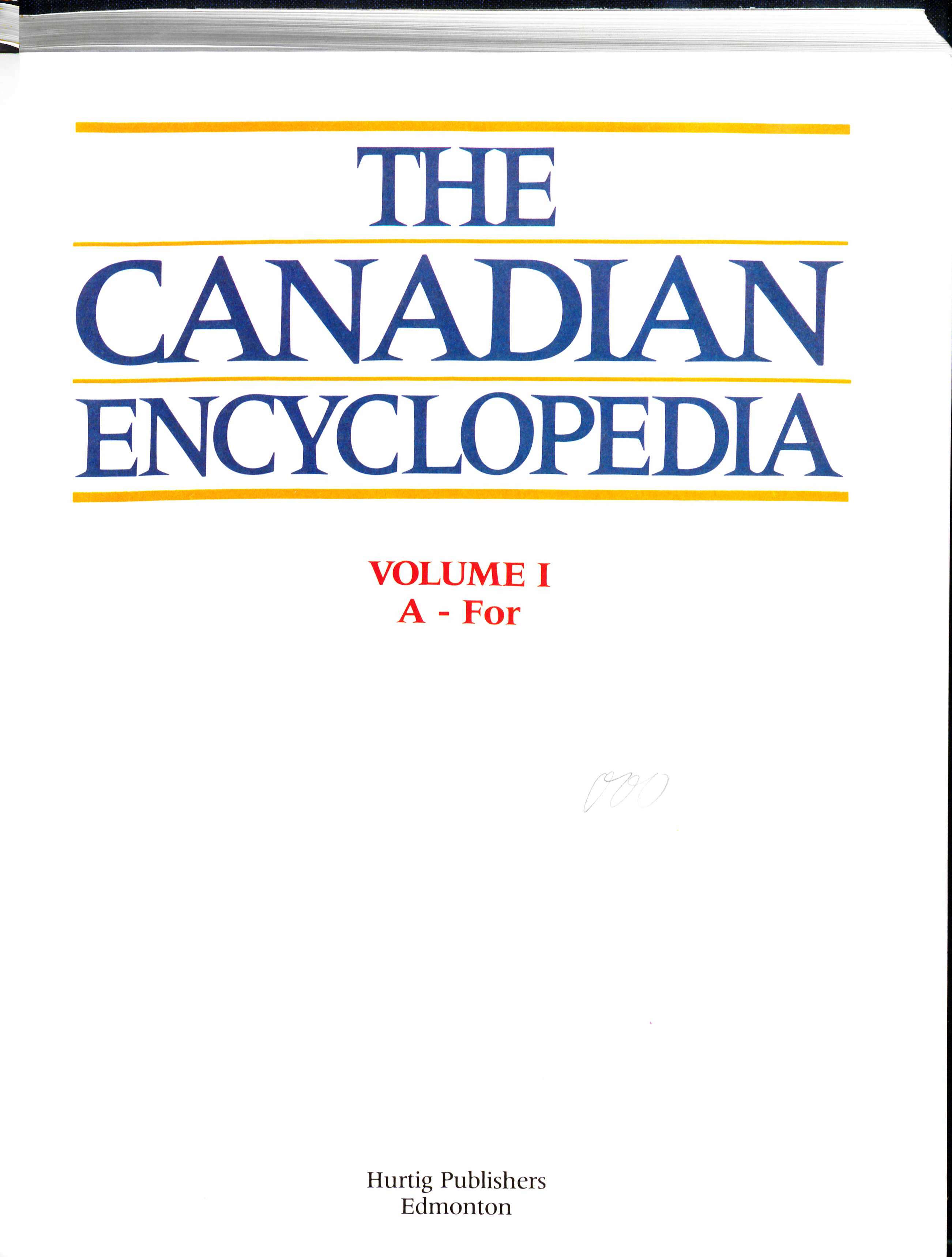
The Canadian Encyclopedia (Band 1, 1985)

Die Canadian Encyclopedia (engl.) beziehungsweise Encyclopédie canadienne (franz.) ist eine Nationalenzyklopädie zum Thema Kanada.
Sie enthält 14.000 Artikel in englischer und französischer Sprache, wobei es zu jedem Artikel in der einen Sprache eine Übersetzung in die anderen gibt. Die Enzyklopädie deckt zahlreiche Lebensbereiche ab, wie zum Beispiel Geschichte, Kultur, Ereignisse, Personen, Orte, Politik, Kunst, Ureinwohner, Sport und Wissenschaft.

## Geschichte
1957 war die Encyclopedia Canadiana veröffentlicht worden, die aber als veraltet galt. Der Verleger Mel Hurtig, ein überzeugter kanadischer Nationalist, lancierte zu Beginn der 1980er Jahre ein Projekt zur Erschaffung einer neuen Enzyklopädie. Chefredakteur James Harley Marsh rekrutierte rund 3000 Autoren, die die Artikel schreiben sollten. Die erste Ausgabe erschien 1985 in drei Bänden und wurde mit 150.000 verkauften Exemplaren in einem halben Jahr zu einem großen Erfolg. Eine überarbeitete und erweiterte Ausgabe erschien 1988. 1995 wurde die Canadian Encyclopedia auf CD-ROM herausgegeben. Die letzte gedruckte Ausgabe, die „Year 2000 edition“, erschien 1999 auf Englisch und kann unter Google Books eingesehen werden.
Seit 2006 wird sie von der privaten Stiftung Fondation Historica (Historica Canada) in den beiden Hauptsprachen Kanadas im Internet veröffentlicht und seitdem ständig aktualisiert. Die Website integriert eine zweisprachige Enzyklopädie der kanadischen Musik, Encyclopedia of Music in Canada und eine Ausgabe für Jugendliche, Junior Edition. Manche Lemmata bestehen aus ausgewählten Artikeln des Wochenmagazins Maclean’s. Die Online-Ausgabe wird durch Spenden finanziert.
Sie ist nicht zu verwechseln mit dem auf Personen spezialisierten Dictionary of Canadian Biography (DBC).